# Pitch Perfect 3
Pitch Perfect 3 is een Amerikaanse muziekfilm en komedie uit 2017 en de derde film uit de Pitch Perfect-franchise van Elizabeth Banks, Paul Brooks en Max Handelman. Hij werd geregisseerd door Trish Sie. Anna Kendrick, Rebel Wilson en Brittany Snow vertolken opnieuw de hoofdrollen. De film werd grotendeels opgenomen in Atlanta (Georgia), met een paar buitenscenes in het Franse Nice en het Spaanse Cadiz.

## Verhaal
Drie jaar na het wereldkampioenschap hebben de Bellas gewone jobs. Via Aubrey's vader krijgen ze de kans om met de USO langs Amerikaanse legerbases in Europa te toeren. Daar vervoegen ze de rockgroep Evermoist, de countrygroep Saddle Up en DJ Khaled met zijn entourage. Die laatste is op zoek naar een groep voor het voorprogramma van zijn eigen tournee, en zo ontaardt de toer in een competitie. De Bellas zijn eerst de underdog, maar door hun sterke optredens komen ze op de voorgrond.
Intussen valt Chloe voor officier Chicago en raakt Beca bevriend met Khaleds producer Theo. Ook duikt Patricia's criminele vader op, die echter uit is op een bankrekening waarvan zij het bestaan nog niet kende. Hij ontvoert de andere Bellas naar zijn jacht, maar dankzij Patricia kunnen ze ontsnappen.
Khaled is zo onder de indruk van Beca dat hij haar in zijn voorprogramma wil zonder de andere Bellas. Zij weigert eerst, maar de anderen vinden dat ze haar kans moet grijpen. Op het laatste USO-optreden opent Beca voor Khaled en roept dan de andere Bellas op het podium, alwaar ze het publiek wegblazen met hun versie van Freedom '90.

## Rolverdeling

### De bellas
- Anna Kendrick als Beca Mitchell.
- Rebel Wilson als Patricia Hobart of "Fat Amy".
- Brittany Snow als Chloe Beale.
- Anna Camp als Aubrey Posen.
- Hailee Steinfeld als Emily Junk.
- Ester Dean als Cynthia Rose.
- Hana Mae Lee als Lilly Onakuramara/Esther.
- Kelley Jakle als Jessica Smith.
- Shelley Regner als Ashley Jones.
- Chrissie Fit als Florencia Fuentes of "Flo".
- Alexis Knapp als Stacie Conrad, die zwanger was.

### Andere groepen
- Ruby Rose als Calamity, de zangeres van Evermoist.
- Andy Allo als Serenity van Evermoist.
- Hannah Fairlight als Veracity van Evermoist.
- Venzella Joy Williams als Charity, de drummer van Evermoist.
- Trinidad James als Young Sparrow.
- DJ Looney als DJ Dragon Nutz.
- De groep Whiskey Shivers als Saddle Up.
- DJ Khaled als zichzelf.

### Bijrollen
- Guy Burnet als Theo, DJ Khaleds producer.
- Matt Lanter als Chicago, de landmachtofficier.
- Troy Ian Hall als Zeke, de luchtmachtofficier.
- John Lithgow als Fergus, Amy's vader.
- Michael Rose als Aubrey's vader.
- Elizabeth Banks als Gail Abernathy-McKadden-Feinberger, de journaliste.
- John Michael Higgins als John Smith, de journalist.

## Release en ontvangst
Pitch Perfect 3 ging op 29 november 2017 in première in het Australische Sydney en werd op 20 december dat jaar uitgebracht in het Verenigd Koninkrijk en Ierland. Op 21 december verscheen de film in onder meer Nederland en op 22 december kwam hij uit in Noord-Amerika.
In de bioscopen bracht Pitch Perfect 3 circa 165 miljoen euro op, terwijl hij zo'n 40 miljoen euro had gekost. De kritieken waren eerder negatief, met een score van 5,8/10 bij IMDb, 30% bij Rotten Tomatoes en 40% bij Metacritic. Anna Kendrick won een Teen Choice Award voor haar rol, voor Rebel Wilson en Hailee Steinfeld, die voor dezelfde prijs genomineerd waren.